# Llei de Linus

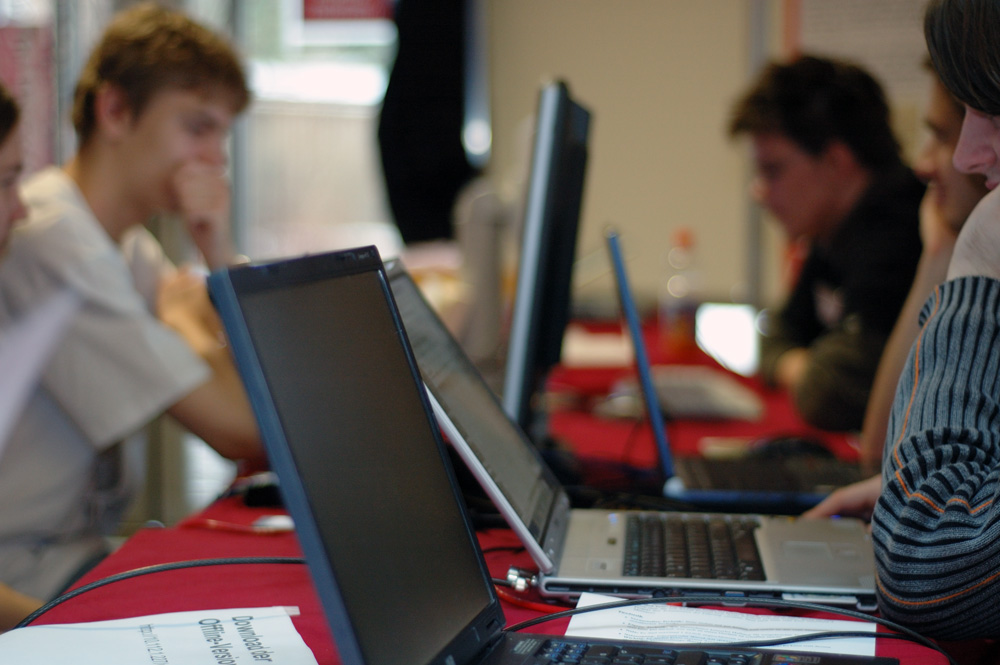
Paradeta de la Viquipèdia el dia del Linux del 2007 a Chemnitz.

Existeixen dues afirmacions que s'han denominat llei de Linus, en referència a declaracions realitzades per Linus Torvalds, enginyer de programari finlandès, creador del nucli Linux. La primera d'elles fa referència a la capacitat de trobar errors en obrir un programa a la comunitat, i la segona a la motivació per al desenvolupament de programari lliure.

## Llei de Linus per trobar errors
Va ser batejada per Eric S. Raymond com la llei de Linus, i és l'afirmació de Linus Torvalds que diu: 
| « | «Donat un nombre d'ulls suficientment elevat, tots els error són obvis.» | » |

Tot problema haurà de ser transparent per a algú. Les persones que entenen i les que resolen un problema no han de ser necessàriament les mateixes, ni tan sols en la major part dels casos. Segons Linus Torvalds: «Algú troba el problema i un altre el resol». Però el punt està que ambdues coses solen succeir molt ràpidament.

### La llei de Linus segons Eric S. Raymond
Eric S. Raymond afirma que, si la llei de Linus fos falsa, llavors qualsevol sistema suficientment complex com el nucli Linux, que està sent manipulat per tanta gent, hauria d'haver col·lapsat sota el pes d'interaccions imprevistes i errors «molt profunds» inadvertits. No obstant això, si és certa, llavors bastaria per explicar la relativa absència d'errors en el codi de Linux, i per demostrar la superioritat, quant a la qualitat del producte final, del model de desenvolupament de programari lliure sobre el model tradicional usat per desenvolupar programari de propietat.
Heus aquí una diferència essencial entre els dos estils. En l'enfocament usat per desenvolupar programari de propietat, els errors i problemes de desenvolupament són fenòmens complexos i profunds. Generalment fan falta mesos de revisió exhaustiva per a que uns quants confiïn que els errors han estat eliminats. Per això es donen els intervals tan llargs entre cada versió que s'allibera, i l'inevitable disgust quan aquestes versions, llargament esperades, no resulten perfectes.
Desde la perspectiva usada per desenvolupar programari lliure s'assumeix que els errors són fenòmens relativament evidents, o almenys que poden tornar-se relativament evidents quan es mostren a milers d'entusiastes desenvolupadors que col·laboren sobre cadascuna de les versions. Per tant, s'allibera amb freqüència per poder obtenir una major quantitat de correccions en menys temps.
Una major quantitat d'usuaris detecten més errors perquè tenen diferents maneres d'avaluar el programa. Aquest efecte s'incrementa quan els usuaris són desenvolupadors assistents. Cadascun enfoca la tasca de la caracterització dels errors amb instruments analítics diferents, des d'un punt de vista diferent.
Per tant, l'agregar més beta-testers podria contribuir no tant a reduir la complexitat del «més profund» dels errors actuals des del punt de vista del desenvolupador, sinó més aviat a augmentar la probabilitat que algun d'ells vegi clarament l'error i pugui solucionar-ho.

### Crítiques
Alguns estudis han analitzat i criticat la llei de Linus. Els experts en desenvolupament de programari Robert Glass, Michael Howard i David LeBlanc han determinat que l'aplicació de la llei de Linus pot generar problemes en el manteniment i la seguretat del programari, citant el nombre relativament baix de contribucions fetes als projectes open-source per part d'«externs», on s'entén per «externs» als contribuents que no pertanyen al petit nucli de desenvolupadors que treballen en el projecte.
Això és el resultat directe de l'atenció necessària que els desenvolupadors han de tenir en construir un entorn i comprendre una porció de codi abans de poder contribuir efectivament en ell. Alguns projectes tendeixen a desconfiar de les contribucions externes, amb la por que tractin de generar errors de codi difícils de trobar o buits de seguretat i, per tant, aquests projectes creen un inconvenient procés de revisió que pot descoratjar el desenvolupament extern.

## Llei de Linus sobre motivacions
Linus Torvalds també parla sobre la llei de Linus en el pròleg del llibre L'ètica del hacker. Aquesta llei de Linus diu:
| « | «Totes les nostres motivacions cauen en tres categories bàsiques. I el que és encara més important, el progrès consisteix en anar passant d'una categoria a una altra, com a «fases» d'un procès d'evolució. Las categories, en ordre, són: "supervivencia", "vida social" i "entreteniment".» | » |

Aquesta idea és similar a la piràmide de necessitats que va desenvolupar el psicòleg humanista estatunidenc Abraham Maslow.